# 茲拉坦·阿齊諾維奇
茲拉坦·阿齊諾維奇（瑞典語：Zlatan Azinović；1988年1月31日—）是一位瑞典足球運動員。在場上的位置是守門員。他現在效力於瑞典足球超級聯賽球隊馬爾默足球俱樂部。他也代表瑞典國家足球隊參賽。